# Азид магния
Азид магния — неорганическое соединение,
соль магния и азотистоводородной кислоты с формулой Mg(N3)2,
бесцветные (белые) кристаллы,
растворяется в воде с гидролизом.

## Получение
- На замороженный жидким азотом диэтилмагний конденсируют избыток эфирного раствора азотистоводородной кислоты. При температуре плавления смеси начинается бурная реакция с выделением этана:

{\displaystyle {\mathsf {Mg(C_{2}H_{5})_{2}+HN_{3}\ {\xrightarrow {<0^{o}C}}\ Mg(N_{3})_{2}\downarrow +C_{2}H_{6}\uparrow }}}

## Физические свойства
Азид магния образует бесцветные (белые), очень неустойчивые кристаллы, легко взрывается.
Растворяется в воде с сильным гидролизом,
не растворяется в эфире и тетрагидрофуране.

## Химические свойства
- Реагирует с влагой из воздуха:

{\displaystyle {\mathsf {Mg(N_{3})_{2}+H_{2}O\ {\xrightarrow {}}\ Mg(OH)N_{3}+HN_{3}}}}